# XLink
XLink(XML Linking Language, XML 링크 언어)는 XML 문서에서 사용되는 하이퍼링크를 만들기 위한 XML 마크업 언어이다. XLink는 XML 문서에 속한 내부 혹은 외부 자원간의 링크를 표현하기 위해 W3C를 따른다.

## XLink의 사용 의의
XLink는 하이퍼링크를 제공함에 있어 기존의 HTML 링크와 유사성을 가지나 다음과 같은 차이점을 가진다.
- 기존 HTML링크에서 지원하지 않았던 양방향 링크를 제공한다.
- 문자 단위의 문서 세부 위치 지정 링크가 가능하다.
- 링크 정보만 따로 문서화 하여 관리할 수 있다.
- 링크에 의미 부여가 가능하다
- XML 문서 중 일부분만 링크되도록 할 수 있다.

## XLink의 네임스페이스
XLink의 네임스페이스는 다음과 같다.
```
<?xml version="1.0" encoding="UTF-8"?>

<elementmame
 
xmlns:xlink=
"http://www.w3.org/1999/xlink"
/>

```

## Xlink의 기타 선택 속성

### xlink:show
링크된 리소스가 표현되는 방식을 기술한다.
- new

새창으로 보여주기.
- replace

현재 화면을 해당 리소스로 갱신됨.
- embed

해당 리소스의 부분이 링크가 걸린 엘리먼트의 자리에 삽입되어 표시됨.
- undefined

응용 프로그램이 알아서 처리하게 한다.

### xlink:actuate
리소스를 가져 올 시점을 기술한다.
- onload

XML 문서가 전부 로딩 된 후 로딩한다.
- onRequest

사용자가 선택하면 가져온다.
- undefined

응용 프로그램이 알아서 처리하게 한다.

### xlink:arcrole
컴퓨터가 이해할 수 있는 arc 이름을 기술한다.
반드시 QName(접두사:이름) 형태로 기술한다.

### xlink:title
풍선 도움말에 해당하는 내용을 기술한다.

## 단순 링크
- XLink의 단순 링크를 사용하기 위해서는 xlink:type 속성을 simple으로 선언해야 한다.
- 이동할 XML문서의 URI는 xlink:href 항목에 기술한다.
- 단순 링크에 기타 선택 속성을 추가할 수 있다.

### 단순 링크의 사용 예
```
<?xml version="1.0" encoding="UTF-8"?>

<XLinksample
 
xmlns:xlink=
"http://www.w3.org/1999/xlink"

xlink:type=
"simple"

xlink:href=
"somexml.xml"
>
someXML
</XLinksample>

```

## 확장 링크
확장 링크는 여러개의 자원을 링크 할 수 있다. 리소스가 로컬에 있거나 원격지에 있어도 여러개의 arc들로 연결할 수 있다. label을 사용하여 자원들을 체계화 하고 하나 또는 더 많은 arc들을 이용한다면 확장링크는 자원간 연결된 자유로운 링크를 만들 수 있다.
예를 들어, 확장 링크 된 모든 자원들의 label이 A라고 해보자, 이때 arc 속성이 A에서 A 로의 링크를 정의 한다면 라벨이 A인 모든 자원이 연결 된 것이다. 이 정의에서 어떤 자료에서 다른 자료로 옮겨가는 링크는 자유롭다.
확장 링크는 자신이 링크하려는 자원의 전체를 링크 할 필요가 없다. 사용자는 필요에 따라 메타데이터나 다른 추가적 데이터들을 편집하지 않고서도 필요한 부분만 링크하여 쓸 수 있을 것이다.
XLink는 또한 다양한 타입의 연결 형식과 자원들의 역할을 정의 할 수 있다.

### 확장 링크의 요소들
XLink의 확장 링크 형식에서는 다음과 같은 요소들이 필요하다.
- Locator 요소

확장 링크가 가리키는 자원에 대한 URI를 기술하는 요소, 원격 리소스를 지정한다.
- Resource 요소

링크를 사용하기 위해서 사용하는 요소, 로컬 리소스를 지정한다.
- Arc 요소

링크의 연결 방향을 지정하고 링크가 진행되는 방향을 지정하는 요소.
arc 요소는 한 방향의 링크 방향을 나타낼 수 있는 단방향적 요소이다.

### 확장 링크의 사용 예
- main.xml

```
<?xml version="1.0" encoding="UTF-8"?>

<books
 
xmlns:xlink=
"http://www.w3.org/1999/xlink"
 
xlink:type=
"extended"
>

<author
 
xlink:type=
"locator"

xlink:label=
"author"

 
xlink:title=
"author"

xlink:href=
"author.xml"
/>

<list
 
xlink:type=
"resource"
 
xlink:label=
"list"
>
view
 
list
</list>

<viewauthor
 
xlink:type=
"arc"

xlink:from=
"list"

xlink:to=
"author"

xlink:title=
"author"

xlink:actuate=
"onRequest"

xlink:show=
"new"
/>

</books>

```

- author.xml

```
<?xml version="1.0" encoding="UTF-8"?>

   
<author>

      
<name>
DRG
</name>

      
<country>
KOR
</country>

   
</author>

```